# Dinocarsis hofferi
Dinocarsis hofferi är en stekelart som beskrevs av Graham 1966. Dinocarsis hofferi ingår i släktet Dinocarsis och familjen sköldlussteklar.
Artens utbredningsområde är:
- Österrike.
- Bulgarien.
- Tyskland.
- Kazakstan.
- Mongoliet.
- Turkmenistan.
- Moldavien.
- Ukraina.
- Kroatien.

Inga underarter finns listade i Catalogue of Life.